# Lycinus
Lycinus es un género de arañas migalomorfas de la familia Nemesiidae. Se encuentra en Chile, Argentina y Brasil.

## Lista de especies
Según The World Spider Catalog 14.0:
- Lycinus caldera Goloboff, 1995
- Lycinus choros Lucas & Indicatti, 2010
- Lycinus domeyko Goloboff, 1995
- Lycinus epipiptus (Zapfe, 1963)
- Lycinus frayjorge Goloboff, 1995
- Lycinus gajardoi (Mello-Leitão, 1940)
- Lycinus longipes Thorell, 1894
- Lycinus portoseguro Lucas & Indicatti, 2010
- Lycinus quilicura Goloboff, 1995
- Lycinus tofo Goloboff, 1995